# Dumarsais Estimé
Dumarsais Estimé (ur. w 1900, zm. w 1953) – haitański prawnik i polityk.
Był przewodniczącym Zgromadzenia Narodowego i ministrem oświaty w rządzie Sténio Vincenta. 16 sierpnia 1946 został wybrany prezydentem przez Zgromadzenie Narodowe. Korzystając z pomocy amerykańskiej zainicjował szereg robót publicznych (między innymi budowę systemu zapór wodnych i kanałów w dolinie Artibonite). Dzięki zaciągnięciu pożyczki wewnętrznej spłacił zobowiązania zaciągnięte przez państwo w USA podczas okupacji Haiti przez wojska tego kraju. Jego rządy - początkowo charakteryzujące się daleko posuniętą liberalizacją życia politycznego - stopniowo traciły poparcie ludności. Przyczyniło się do tego między innymi ograniczenie praw związkowych i stłumienie serii strajków w latach 1948 - 1949. Krytycznie do Estimé nastawieni byli również wojskowi, którzy oskarżali go o sprzyjanie komunizmowi. Przez nich też został obalony (10 maja 1950).
Zmarł w Paryżu, dokąd wyemigrował po utracie władzy.